# ビンザン県
ビンザン県（ビンザンけん、ベトナム語：Huyện Bình Giang / 縣平江?）は、ベトナム社会主義共和国ハイズオン省の県。面積は104.7 km²、人口は145,535人（2018年）である。